# Дневник трудне жене
Дневник трудне жене (фр. L'opéra-mouffe) је краткометражни филм у режији француске режисерке Ањес Варде из 1958. године. Трудна са својим првим дететом, редитељка Ањес Варда окренула је камеру ка свом непосредном окружењу снимајући свакодневни живот дуж улице Моуфетар. У недостатку синхронизованог звука и инкорпорирања бројних неконвенционалних техника, овај кратки рад приказује Вардин приступ слободном стилу стварању филмова и његовој теми.

## Радња
У филму, Варда показује младе парове чија је љубав у свом дивном првом рују. Ипак, она не бежи од снимања напуштених и пијаница у граду. Оба су представљена без наговештаја супериорности и са мало сентименталности. Филм је подељен на сегменте одвојене руком писаним међунасловима; неки од ових наслова су лаконски тачни док су други поетски искоса. Цео филм је лабав, углавном неми рад.

## Глумци
- Дороти Бланк
- Антоан Бурсеје
- Андре Русел
- Жан Тасо
- Моника Вебер
- Жозе Варела
- Становници улице